# مارماهی نارنجی
مارماهی نارنجی (نام علمی: Myroconger nigrodentatus) نام یک گونه از سرده مارماهی‌های باریک است.